# Louisville (Mississipi)
Louisville és una població dels Estats Units a l'estat de Mississipi. Segons el cens del 2000 tenia 7.006 habitants.

## Demografia
Segons el cens del 2000, Louisville tenia 7.006 habitants, 2.641 habitatges, i 1.817 famílies. La densitat de població era de 179,4 habitants per km².
Dels 2.641 habitatges en un 34,3% hi vivien nens de menys de 18 anys, en un 40,4% hi vivien parelles casades, en un 25% dones solteres, i en un 31,2% no eren unitats familiars. En el 28,2% dels habitatges hi vivien persones soles el 14,4% de les quals corresponia a persones de 65 anys o més que vivien soles. El nombre mitjà de persones vivint en cada habitatge era de 2,55 i el nombre mitjà de persones que vivien en cada família era de 3,12.
Per edats la població es repartia de la següent manera: un 28,9% tenia menys de 18 anys, un 9,3% entre 18 i 24, un 24,7% entre 25 i 44, un 19,8% de 45 a 60 i un 17,3% 65 anys o més.
L'edat mediana era de 35 anys. Per cada 100 dones de 18 o més anys hi havia 73,8 homes.
La renda mediana per habitatge era de 27.485 $ i la renda mediana per família de 31.750 $. Els homes tenien una renda mediana de 29.951 $ mentre que les dones 17.491 $. La renda per capita de la població era de 15.857 $. Entorn del 24,8% de les famílies i el 28,5% de la població estaven per davall del llindar de pobresa.

## Poblacions més properes
El següent diagrama mostra les poblacions més properes.